# نیک‌آباد
نیک‌آباد، مرکز شهرستان جرقویه در استان اصفهان است، فاصله این شهر تا مرکز شهرستان ورزنه، ۵۰ کیلومتر است.

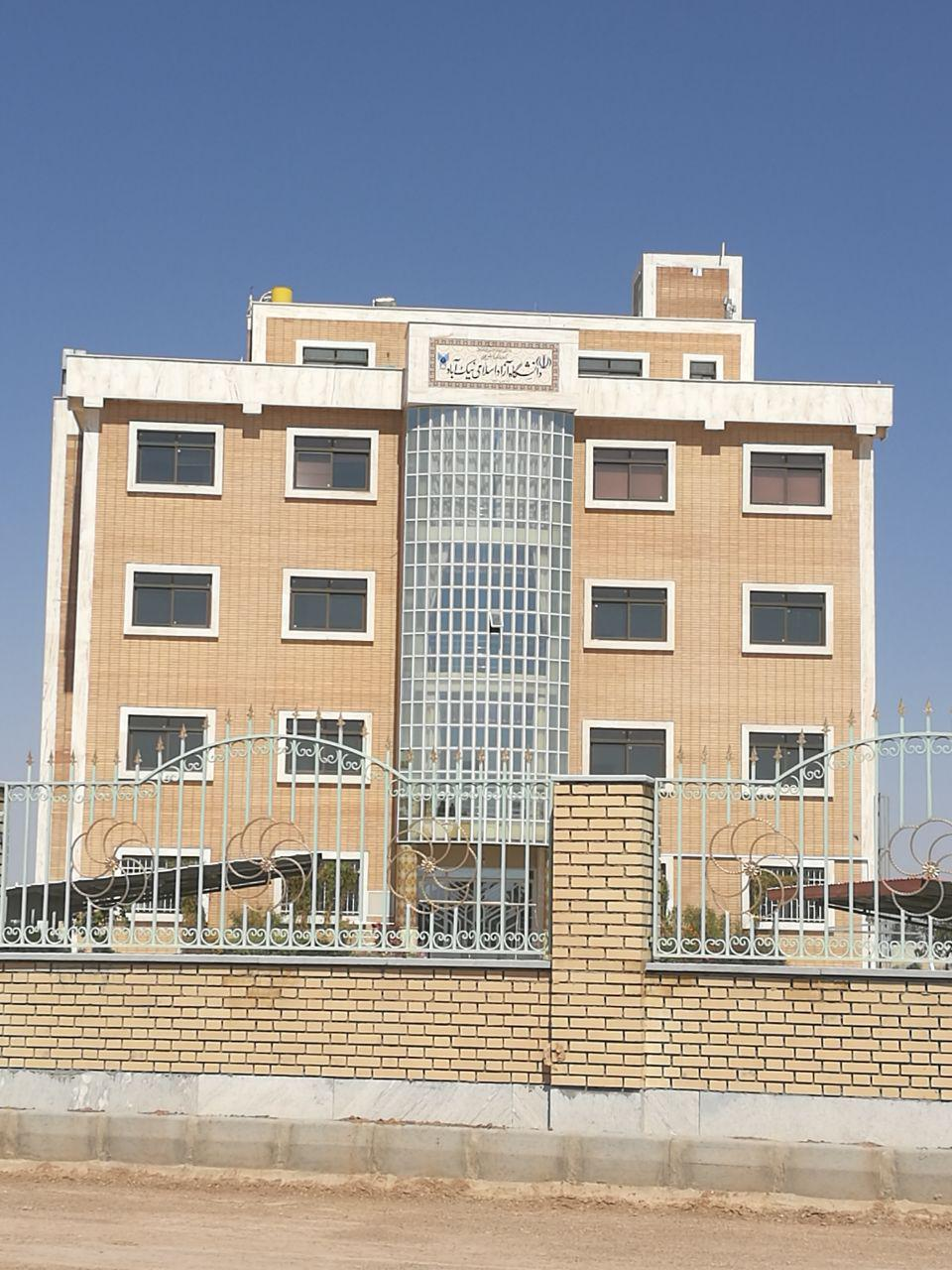
دانشگاه آزاد اسلامی نیک‌آباد

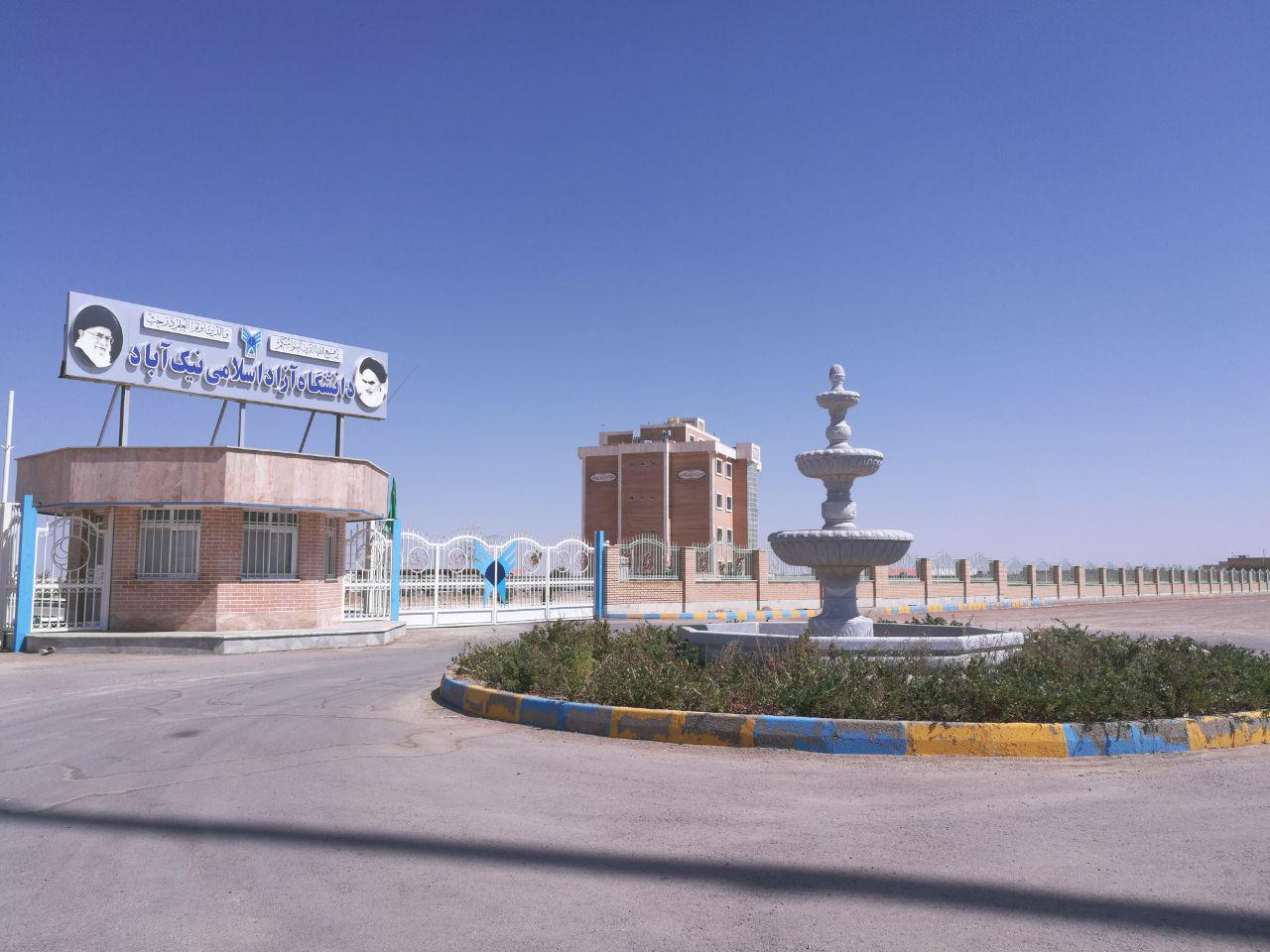
دانشگاه آزاد اسلامی نیک‌آباد

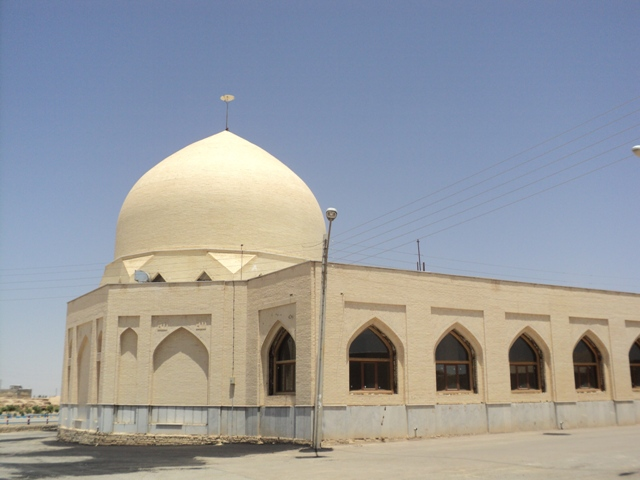
مسجد جامع شهر با قدمتی بیش از دو قرن

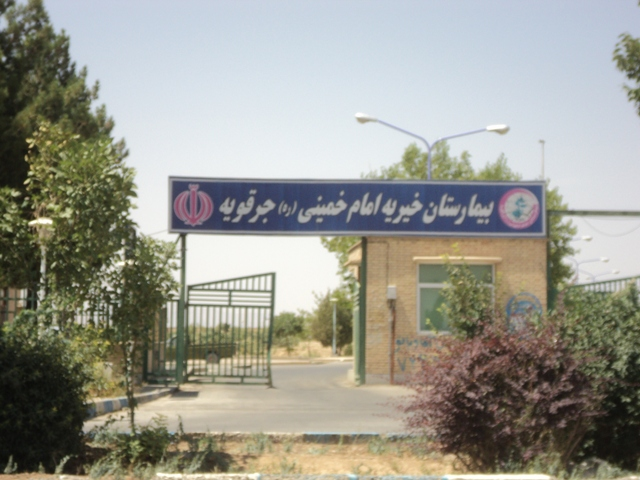
بیمارستان خیریه امام خمینی

 در سال ۱۳۶۶ خورشیدی روستای ینگ‌آباد به درخواست اهالی با مصوبه هیئت وزیران به نیک‌آباد تغییر نام یافته و به مرکزیت بخش جرقویه سفلی برگزیده شده است و سرانجام در سال ۱۳۷۲ بر اساس مصوبه هیئت وزیران به نقطه شهری شناخته شده و در سال ۱۳۷۴ شهرداری شهر نیک‌آباد راه‌اندازی شد.

## تاریخچه
مردم این شهر از بازماندگان شهر بادگرد در دو کیلومتری شمال نیک آباد هستند که در شاهنشاهی ساسانی از رونق خاصی برخوردار بوده است. در فرهنگ عمید دربارهٔ بادگرد (بادغر) آورده شده است: جایی که در رهگذر باد باشد.
آتشکده مرکزی شمال غربی جرقویه در این مکان قرار داشت. ویرانه‌های آب انبار و آسیاب و بازار این شهر که سه کیلومتر درازا داشت تا سال ۱۳۰۰ پابرجا بوده است.
با حمله مغول گروهی از مردم بادگرد که جان سالم به در برده بودند شهرک امین آباد را در سه کیلومتری غرب نیک آباد تأسیس کردند. مردم برای زنده نگه داشتن یاد و خاطره شهر بادگرد کشتزاری بادغرآباد را بر ویرانه‌های بادگرد ساختند. مردم امین آباد گیاه روناس را که در رنگرزی پارچه کاربرد داشت با خود از بادگرد آوردند و در این شهر به کاشت آن مشغول شدند و از این طریق این گیاه را به مناطق دوردست ایران صادر می‌کردند و روزگار می‌گذراندند. در روزگار صفویه به سبب وجود خشکسالی‌های بسیار و با از رونق افتادن جاده ابریشم که از این منطقه می‌گذشت؛ مردم این شهر مجبور شدند این منطقه را ترک کنند و به نیک آباد مهاجرت کنند. کشتزار حمدآباد بر ویرانه‌های شهر امین آباد ساخته شده است.
گفته می‌شود در جایی که امروزه کوی بالای نیک آباد قرار دارد، دژ بزرگی از روزگار باستان بر جای مانده بود که در گویش گرکویه‌ای «ینگووا» نام داشت و دژی گبرنشین بوده است. کوچندگان به دژ ینگووا روی آوردند و به بازسازی آنجا پرداختند.
زبان محلی این شهر همان زبان «ولایتی یا زبان ورزنه ای» با تغییرات اندک است. ولایتی نوع زبان خاص است که نه ترکی نه لری و نه عربی است نه تنها جرقویه بلکه تمام منطقه با این زبان صحبت می‌کنند به عنوان مثال به کجا؛ کا و به پسر پوره گفته می‌شود
ینگ‌آباد برگرفته از واژه اَوستایی «یَنگهِه‌هاتِم» است که ریشه در تاریخ و فرهنگ ایران باستان دارد. دکتر محمدابراهیم باستانی پاریزی، واژه «ینگووا» را به چم آبادی نو و برگرفته از «یانگهوا» در پارسی باستان می‌داند.

## بیمارستان امام خمینی نیک آباد
نخستین کلنگ تأسیس بیمارستان خیریه امام خمینی جرقویه اصفهان در زمین به مساحت تقریبی ۱۲/۵ هکتار در تاریخ خرداد ماه ۱۳۶۱ به زمین زده شد و با تلاش حاج شیخ حسن صانعی و همکاری دانشگاه علوم پزشکی اصفهان با زیر بنای اولیه ۳۵۷۳ متر مربع در فاصله ۷۰ کیلومتری جنوب شرقی اصفهان در شهر نیک آباد جرقویه احداث و تجهیز در تاریخ ۱۳۷۵/۸/۱۲ افتتاح گردید. 

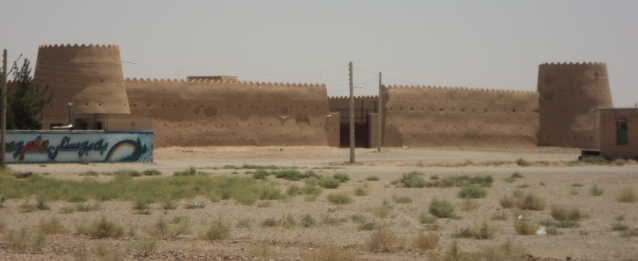
قلعه تاریخی شهر

## دشت جهان
دشت جهان نام شهرک باستانی است که در زمان ساسانیان تأسیس شده است. این شهرک از شهرک‌های وابسته به شهر بادگرد در سرزمین گرکویه بشمار می‌رفت و در روزگار روایی خود از اپاختر (شمال) شهر نیک آباد امروزی تا نیمروز روستای سیان کنونی گسترش داشته و دارای سه کوی بزرگ به نام‌های مزداوا، سوری و دشت آسمان بوده است.
این شهرک باستانی همزمان با ویران شدن شهر بادگرد در زمین لرزه سال ۷۲۴ خورشیدی ویران گردیده است. بقایای شهرک باستانی دشت جهان در آستانه نابودی است و نیازمند توجه مسئولان است.

## نگارخانه

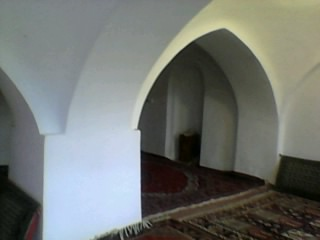
یکی از مساجد تاریخی شهر با قدمتی بیش از یک قرن
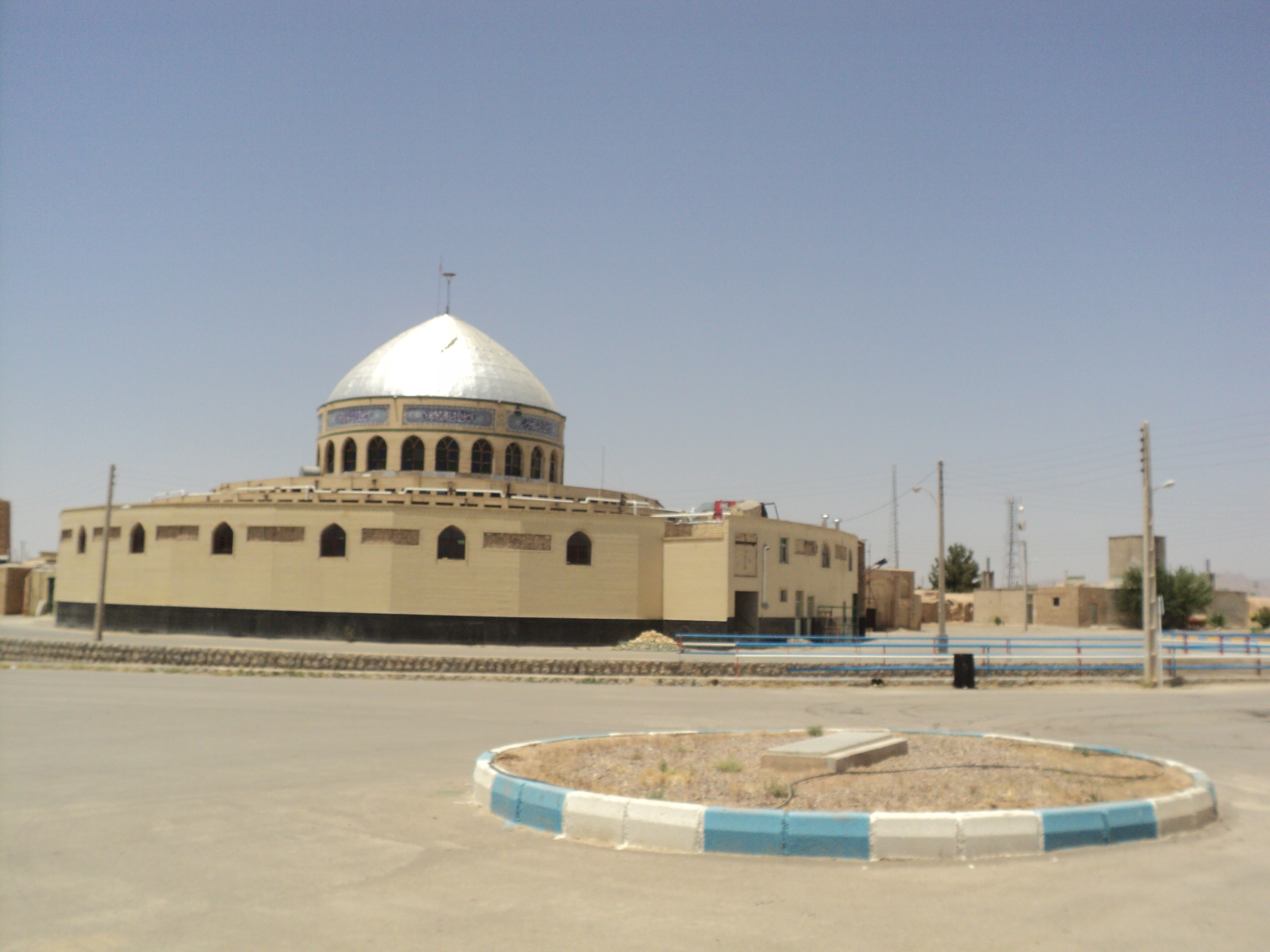
مرقد ملامحمدعلی آرام بیدگلی کاتب قرآن
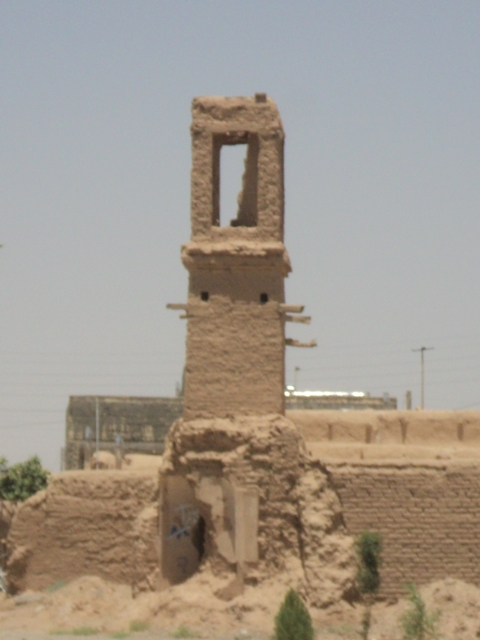
بادگیر تاریخی شهر
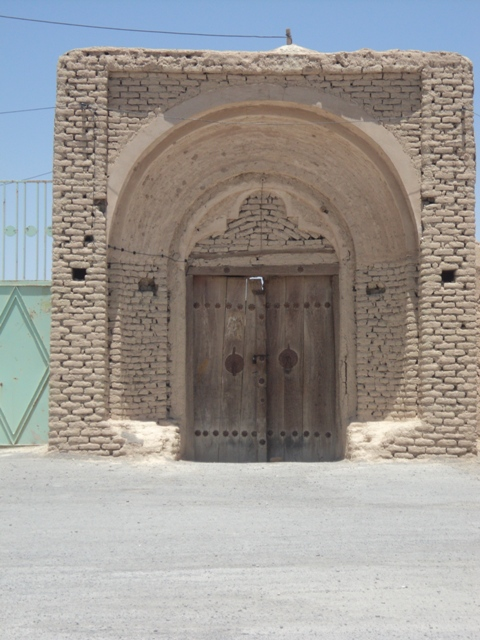
سردر یکی از خانه‌های تاریخی